# El Bluff
El Bluff, hasta hace poco, era es una isla y comunidad portuaria ubicada en la Región Autónoma de la Costa Caribe Sur de Nicaragua. Es una comunidad que pertenece al municipio de Bluefields. En la actualidad, dado a los trabajos realizados por las autoridades locales, se ha convertido en una península. Esta comunidad se encuentra ubicada entre el Mar Caribe y la Bahía de Bluefields.  
Es un puerto que maneja carga y tiene pilares básicos, siendo una base para los barcos de pesca marítimos en la costa caribeña de Nicaragua. También es uno de los 6 puertos comerciales y principales de Nicaragua, que recibe barcos de gran calado (barcos mercantes) en la Costa Caribe Nicaragüense.
El punto más alto del Bluff es de 64 metros.

## Ubicación geográfica
El puerto El Bluff se encuentra ubicado en el Caribe nicaragüense, dista 11 kilómetros de la ciudad de Bluefields. 
Se encuentra localizado en la latitud 11º 59' 03" norte y longitud 83º 41' 00" oeste.

## Población
La isla cuenta con una población de 5,345 habitantes. Y dado que es una población ubicada en una región multi e intercultural, cuenta con una población étnicamente diversa.
Las etnias presentes en la península son las siguientes:
- Misquitos
- Mestizos
- Creoles
- Garífunas
- Ulwas